# زورقک‌های کوچک
زورقک‌های کوچک (نام علمی: Minicymbiola) نام یک سرده از تیره طوماریان است.